# Ntcham
Le ntcham (ncam ou basari en ntcham) est une langue nigéro-congolaise  parlée au Ghana et au Togo. Elle est classée dans le groupe des langues gurma de la branche gour des langues oti-volta. L’akaselem est parfois considéré comme une langue différente.

## Écriture
| Majuscules | A | B | C  | D | EE | F  | G | GB | I | J | K | KP | L |
| Minuscules | a | b | c  | d | ee | f  | g | gb | i | j | k | kp | l |
|            |   |   |    |   |    |    |   |    |   |   |   |    |   |
| Majuscules | M | N | NY | Ŋ | ŊM | OO | Ɔ | P  | S | T | U | W  | Y |
| Minuscules | m | n | ny | ŋ | ŋm | oo | ɔ | p  | s | t | u | w  | y |

Les voyelles longues sont indiquées en doublant la lettre ‹ aa, ii, ɔɔ, uu › et deux voyelles sont toujours longues ‹ ee, oo ›.
Les tons sont représentés par les accents aigu pour le ton haut et grave pour le ton bas, sur les voyelles et les consonnes m, n, b, l : ‹ ḿ, ń, b́, ĺ ›, ‹ m̀, ǹ, b̀, l̀ ›.